# 劳维莱尔
劳维莱尔（法語：Rauwiller，法語發音：[ʁauvilɛʁ] ⓘ；莱茵法兰克语：Röwiller）是法国下莱茵省的一个市镇，属于萨韦尔讷区。

## 地理
劳维莱尔（48°48'41"N, 7°6'28"E）面积4.89 平方千米，位于法国大東部大區下莱茵省，该省份为法国大陆部分最东部的省份，是阿尔萨斯的一部分，今与上莱茵省组成了阿尔萨斯欧洲集体，其南至上莱茵省，西南接孚日省和默尔特-摩泽尔省，西接摩泽尔省，北与德国接壤，东侧沿莱茵河与德国相望。
与劳维莱尔接壤的市镇（或旧市镇、城区）包括：伊尔伯赛姆、沙尔巴克、旧利克赛姆、贝伦多夫、格尔林根、伊尔斯克朗。
劳维莱尔的时区为UTC+01:00、UTC+02:00（夏令时）。

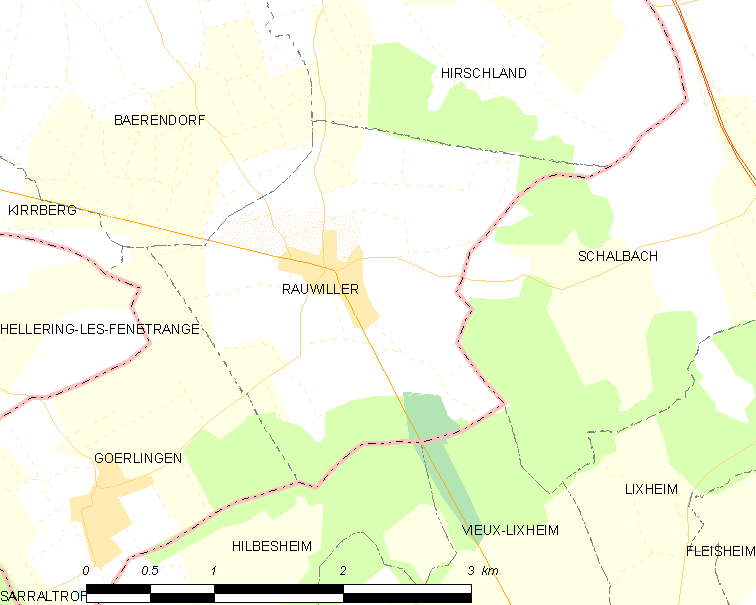
劳维莱尔的OSM定位图

## 行政
劳维莱尔的邮政编码为67320，INSEE市镇编码为67386。

## 政治
劳维莱尔所属的省级选区为英维莱尔县。

## 人口

1962-2008年间劳维莱尔人口变化图示

劳维莱尔于2022年1月1日时的人口数量为224人。